# Forces républicaines de Côte d'Ivoire
Les Forces républicaines de Côte d'Ivoire (FRCI) sont un regroupement des Forces nouvelles (FN), les forces rebelles qui tiennent le nord du pays depuis 2002, et des ralliés des Forces de défense et de sécurité (FDS) de Côte d'Ivoire créées le 17 mars 2011 en pleine crise post-électorale par Alassane Ouattara. Elles sont placées sous le commandement du général Soumaila Bakayoko, chef d’état-major. Le porte-parole des FRCI est le colonel Patrice Kouassi ; après la prise de pouvoir d'Alassane Ouattara, les FRCI deviennent l'armée nationale de la Côte d'Ivoire. Les forces républicaines de côte d'ivoire(FRCI) ont permis à Alassane Ouattara d'etre porté au pouvoir lors de la crise post-électorale 2010-2011. Une fois la victoire acquise, les FRCI ont absorbé le gros des troupes de loyalistes de l'armée de terre, de l'air, de la marine et de la gendarmerie.